# Paps of Jura
Les Paps of Jura sont trois montagnes du Royaume-Uni situées sur l'île de Jura, en Écosse.
Il s'agit de :
- Beinn an Òir, le point culminant des Paps of Jura et de Jura avec 785 mètres d'altitude ;
- Beinn Shiantaidh avec 755 mètres d'altitude ;
- Beinn a' Chaolais avec 734 mètres d'altitude.

Ces trois sommets coniques composés de quartzite se trouvent dans le sud de Jura et peuvent être vus depuis Islay, le Mull of Kintyre, Skye ou encore l'Irlande.